# You Can't Do That on Stage Anymore, Vol. 5
You Can't Do That on Stage Anymore, Vol. 5 es un doble álbum en directo del músico y compositor estadounidense Frank Zappa. El disco 1 compila canciones de The Mothers of Invention de entre 1965 y 1969. El disco 2 incluye temas de la gira de verano de 1982 por Europa. Fue lanzado al mercado en 1992 por Rykodisc.

## Lista de canciones
Todas las canciones compuestas por Frank Zappa, excepto donde se indique lo contrario.

### Disco 1
1. "The Downtown Talent Scout" – 4:01
2. "Charles Ives" – 4:37
3. "Here Lies Love" (Martin, Dobard) – 2:44
4. "Piano/Drum Duet" – 1:57
5. "Mozart Ballet" (Zappa, Wolfgang Amadeus Mozart) – 4:05
6. "Chocolate Halvah" (Lowell George, Roy Estrada, Zappa) – 3:25
7. "JCB & Kansas on the Bus #1" (Kanzus, Black, Kunc, Barber) – 1:03
8. "Run Home Slow: Main Title Theme" – 1:16
9. "The Little March" – 1:20
10. "Right There" (Estrada, Zappa) – 5:10
11. "Where Is Johnny Velvet?" – 0:48
12. "Return of the Hunch-Back Duke" – 1:44
13. "Trouble Every Day" – 4:06
14. "Proto-Minimalism" – 1:41
15. "JCB & Kansas on the Bus #2" (Kanzus, Black, Kunc, Barber) – 1:06
16. "My Head?" (MOI) – 1:22
17. "Meow" – 1:23
18. "Baked-Bean Boogie" – 3:26
19. "Where's Our Equipment?" – 2:29
20. "FZ/JCB Drum Duet" – 4:26
21. "No Waiting for the Peanuts to Dissolve" – 4:45
22. "A Game of Cards" (Zappa, Motorhead Sherwood, Art Tripp, Ian Underwood) – 0:44
23. "Underground Freak-Out Music" – 3:51
24. "German Lunch" (MOI) – 6:43
25. "My Guitar Wants to Kill Your Mama" – 2:11

### Disco 2
1. "Easy Meat" – 7:38
2. "The Dead Girls of London" (Zappa, L. Shankar) – 2:29
3. "Shall We Take Ourselves Seriously?" – 1:44
4. "What's New in Baltimore?" – 5:03
5. "Moggio" – 2:29
6. "Dancin' Fool" – 3:12
7. "RDNZL" – 7:58
8. "Advance Romance" – 7:01
9. "City of Tiny Lites" – 10:38
10. "A Pound for a Brown on the Bus" – 8:38
11. "Doreen" – 1:58
12. "Black Page, No. 2" – 9:56
13. "Geneva Farewell" – 1:38

## Personal
- Frank Zappa – director, guitarra, letrista, remezclas, producción, voz
- Dick Kunc – voz, ingeniero
- Kanzus J. Kanzus – voz
- Dick Barber – voz, efectos de sonido
- Lowell George – guitarra, voz
- Ray White – guitarra, voz
- Steve Vai – guitarra
- Elliot Ingber – guitarra
- Roy Estrada – bajo, voz
- Scott Thunes – bajo
- Tommy Mars – teclados, voz
- Don Preston – electrónica, teclados
- Bunk Gardner – saxofón tenor, trompeta
- Motorhead Sherwood – saxofón barítono, voz
- Bobby Martin – saxofón, voz, teclados
- Ian Underwood – clarinete, saxofón alto, piano eléctrico, piano
- Billy Mundi – batería
- Art Tripp – batería
- Chad Wackerman – batería
- Jimmy Carl Black – batería, voz
- Ed Mann – percusión
- Ray Collins – pandereta
- Noel Redding – baile
- John Judnich – ingeniero
- Bob Stone – remezclas